# STS-61-G
STS-61-G, voluit Space Transportation System-61-G, is een geannuleerde space shuttle missie die door de Atlantis gedaan moest worden. Maar werd geannuleerd omdat de Challenger verongelukte na de lancering op 28 januari 1986.
Deze missie zou  Galileo in een baan om de aarde moeten brengen.

## Bemanning
De bemanning zou bestaan uit:
- David M. Walker
- Ronald J. Grabe
- Norman E. Thagard
- James D. A. van Hoften